# Поливокс
Поливокс — монофонический аналоговый синтезатор, разработанный и выпускавшийся в СССР с 1982 по 1990 год. Благодаря уникальному звучанию и внешнему виду стал одним из наиболее популярных и известных на Западе советских синтезаторов.
«Поливокс» был разработан на уральском предприятии «Вектор», производство осуществлялось на Качканарском радиозаводе «Форманта». Он должен был стать доступной советским музыкантам заменой американских и японских синтезаторов, выпускавшихся компаниями Roland, Moog и Korg. Схемотехника синтезатора была разработана ведущими инженерами Владимиром Кузьминым и Юрием Фиофиловым . Ведущим дизайнером была жена Кузьмина Олимпиада, черпавшая вдохновение в дизайне советских военных радиостанций. Розничная цена синтезатора составляла 920 рублей. Точное количество выпущенных синтезаторов неизвестно. В западных источниках оно оценивается в 100 000 штук. По оценке, данной Владимиром Кузьминым, объём производства не превышал 300 штук в месяц, что указывает на общее количество не более 32 000.
У «Поливокса» имелся ряд особенностей, встречавшихся не во всех аналоговых монофонических синтезаторах, например, возможность переключения фильтра между режимами полосового фильтра и фильтра нижних частот, или наличие двух генераторов огибающей, которые могли автоматически повторять фазы атаки и затухания.
Благодаря своему уникальному происхождению и сравнительной редкости, а также необычному звучанию и внешнему виду «Поливокс» приобрёл популярность на Западе. Он используется музыкальными коллективами, берущими вдохновение в ностальгии по СССР или «остальгии» по также уже не существующей ГДР.

## Отличительные особенности
В конструкции синтезатора использовался ряд оригинальных решений:
- применение герконов в контактной группе клавиатуры;
- поддержка режима двухголосия за счёт слежения первым генератором за самой верхней взятой нотой, а вторым — за нижней;
- отсутствие конденсаторов в схеме управляемого напряжением фильтра за счёт особенностей использованных операционных усилителей (побочным эффектом выбранной схемы фильтра являются повышенные искажения звука, придающие агрессивность звучанию «Поливокса»);
- наличие периодического режима работы генераторов огибающей, позволяющего автоматически повторять фазы атаки и затухания;
- наличие переключателя, подающего сигнал о нажатии клавиши, что позволяет не держать клавишу при исполнении длинных звуков;
- наличие оптронной педали для управления частотой среза фильтра.

## Музыкальные коллективы, использовавшие «Поливокс»
Группы:
- советская группа «Агата Кристи» (раннее творчество);
- российская группа «Фряновское шоссе» («легкий «хип-хоп» с элементами рэпа»[4]);
- российская панк-рок группа «Кооператив Ништяк»;
- британская инди-рок группа Franz Ferdinand (альбом 2009 года Tonight: Franz Ferdinand[5]);
- российская инди-метал группа KanZer (песни «Пепел» и «Платье»);
- британский проект Goldfrapp (альбом 2003 года Black Cherry);
- венесуэльский драм-н-бейс продюсер Zardonic;
- польский трэш-электро проект Crashed Disco Balls[6];
- немецкая метал-группа Rammstein[7];
- российская группа Plane Passenger;
- белорусская арт-рок группа Tonqixod;
- советская/российская электронная группа из Москвы «Биоконструктор» (альбом «Танцы по видео» 1987 год);
- британская рок-группа Bring Me The Horizon (в песне Kingslayer);
- американская индастриал-группа Not My God (Skold \ Nero Bellum) и Psyclon Nine.

«Поливокс» использовался при записи саундтрека к компьютерной игре Doom (2016) австралийским композитором Миком Гордоном, а также при написании саундтрека к компьютерной игре Cyberpunk 2077, в создании музыкального сопровождения к которой принимали участие три композитора — поляки Марцин Пшибылович, П. Т. Адамчик и британец Пол Леонард-Морган.

## Современные клоны и имитации

### Аппаратные
- Латвийская компания Erica Synths выпускает ряд наборов для самостоятельного изготовления модулей в формате Eurorack, построенных на основе схемотехники «Поливокса». Модули включают управляемый напряжением генератор, микшер, модулятор, управляемые напряжением аттенюатор и фильтр, генератор огибающей. В набор входят панель, печатная плата и электронные компоненты. Сборку покупатель должен осуществить самостоятельно[10].
- Американская компания Harvestman выпускает модули формата Eurorack, выполняющие функции генератора, фильтра[11], модулятора, управляемого напряжением аттенюатора и генератора огибающей оригинального синтезатора. Эти модули были созданы с участием разработчика «Поливокса» Владимира Кузьмина.
- Французский сайт Papareil Synth Labs предлагает печатные платы для самостоятельной сборки клона управляемого напряжением фильтра синтезатора «Поливокс»[12].
- Французская фирма Mutable Instruments предлагает печатную плату фильтра, аналогичного используемому в синтезаторе «Поливокс», для собственного синтезатора «Шрути»[13].
- Российская компания «Elta Music» выпускает компактную настольную версию под названием «Поливокс-М». Разработка модуля была выполнена в сотрудничестве с Владимиром и Олимпиадой Кузьмиными. Схемотехника подверглась некоторым изменениям, предоставляя новые возможности по созданию звуков[14].
- В 2021 году Владимир Кузьмин и Behringer объявили о разработке "нового синтезатора Поливокс"[15].

### Программные
- В архитектуре VSTi выпущен плагин «Polyvoks Station», имитирующий внешний вид, функции и звучание синтезатора.
- Компанией Red Rock Sound для программы Propellerhead Reason разработан плагин «Ivoks Electromusical Synthesizer» в архитектуре Rack Extension.
- Компанией Image-Line Software разработан программный синтезатор «Sawer», имитирующий «Поливокс».